# 小行星4452
小行星4452（4452 Ullacharles）是一颗围绕太阳公转的小行星。1988年9月7日，波爾·延森在霍尔拜克发现了此天体。
这颗小行星的绝对星等为137.7650376720627等。